# آرتور پی. بگبی
آرتور پی. بگبی (به انگلیسی: Arthur Pendleton Bagby) سناتور سابق عضو حزب دموکرات ایالات متحده آمریکا بود. وی در سال ۱۸۴۱ تا ۱۸۴۸ میلادی سناتور ایالت آلاباما در سنای ایالات متحده آمریکا بود.